# Джепту, Приска
Приска Джепту — кенийская легкоатлетка, бегунья на длинные дистанции, специализируется в марафоне. Серебряная призёрка олимпийских игр 2012 года с результатом 2:23.12. На чемпионате мира 2011 года также заняла 2-е место.

## Достижения
- Победительница Туринского марафона 2010 года — 2:27.02
- Победительница Парижского марафона 2011 года — 2:22.51
- 3-е место на Лондонском марафоне 2012 года — 2:20.14
- Победительница Нью-Йоркского марафона 2013 года — 2:25:07

## Сезон 2014 года
14 февраля стала победительницей Рас-эль-Хаймский полумарафона — 1ː07.02.